# Рюдзодзи Иэкадзу
Рюдзодзи Иэкадзу (яп. 龍造寺 家和, ум. 27 марта 1528) — японский военачальник периода Сэнгоку, 15-й глава рода Рюдзодзи.

## Биография
Второй сын Рюдзодзи Ясуиэ, 14-го главы рода Рюдзодзи и кокудзина (землевладельца) провинции Хидзэн. Его старший брат, Танэиэ, сбежал из-за конфликта в семье, поэтому Иэкадзу унаследовал главенство и стал 15-м главой рода.
В 1507 году, когда Оути Ёсиоки созвал различных даймё из Тюгоку, Сикоку и Кюсю для похода в Киото, Иэкадзу присоединился к армии Оути в этом походе. После этого он сохранял свою власть в Хидзэне, будучи вассалом родв Кюсю-Тиба и Оути.
В 1528 году Рюдзодзи Иэкадзу умер, и ему наследовал его старший сын Танэкадзу, который вскоре скончался, из-за этого следующим главой рода стал второй сын Танэхиса.